# New New Painters
New New Painters sind eine Gruppe von elf kanadischen und US-amerikanischen Künstlern und Künstlerinnen, die seit den späten 1980er Jahren fallweise gemeinsam ausgestellt hatten, nachdem mehrere von ihnen in der richtungsweisenden Gruppenausstellung „New Directions in Abstraction“ des Kurators Kenworth Moffett in New York City beteiligt waren.
Der Gruppenname wurde als ironische Reaktion auf die als übertrieben empfundenen Forderungen des Kunstmarktes nach dem Neuen und dem Außergewöhnlichen gewählt, in denen die Gruppe eine Beeinträchtigung der Präsentation zeitgenössischer Kunstwerke sahen. Alle Mitglieder der Gruppe waren stark von der Farbfeldmalerei beeinflusst, vor allem von Jules Olitski und Larry Poons. Die offizielle Gründung erfolgte 1990. Zwei Jahre später erschien die erste umfassende Monographie der Gruppe anlässlich einer Ausstellung in der Galerie Gerald Piltzer in Paris.
Die Gestaltungsweise, Bildkonzepte und Ästhetik der Gruppenmitglieder sind sehr unterschiedlich. Eine signifikante Gemeinsamkeit liegt in der Verwendung von Acrylfarben und Acrylgel, das einen plastisch-reliefartigen Farbauftrag ermöglichte, ohne die Leuchtkraft der Farbe zu beeinträchtigen.

## Die Mitglieder der Gruppe
Lucy Bakers Kompositionen resultieren aus dem Wechselspiel von graphischen Drippings und auf die Leinwand gegossenen Farbflächen. Die Künstlerin bevorzugt starke Farbkontraste und verwendet auch verspiegeltes Plexiglas als Bildträger sowie fluoreszierende und stark reflektierende Partikel und Fragmente, die der Farbe beigemengt oder collageartig ins Bild eingefügt werden.
Steven Brent benutzt Kartonrollen und Ähnliches für den reliefartigen Aufbau der Bilder. Die Farbe wird häufig mit reflektierenden Partikeln und metallischen Pigmenten versehen und kaskadenartig auf die unebene Leinwand aufgetragen.
Joseph Drapell arbeitet mit speziellen Malwerkzeugen, die großflächig feine Rillen erzeugen sowie Acrylgel auf leuchtenden Grundierungen und intensiven Farbflächen. Die Bandbreite der changierenden Bilder reicht von feinen atmosphärischen Anmutungen bis kontrastreichen eruptiven Kompositionen.
John Gittins schafft zunächst einen vielschichtigen monochromen Bildgrund. Dann trägt er Acrylgel in pastosen Linienzügen mäanderartig gewunden oder mit leicht vibrierender Hand, sich überkreuzend, manchmal auch zu heterogenen Geweben verdichtet, auf, die häufig biomorphe Assoziationen auslösen.
Roy Lerners Bilder sind durch rhythmisch modellierte Oberflächen gekennzeichnet, die an tektonische Faltungen erinnern. Die subtile Farbgebung und die homogenen All-Over-Strukturen der 1980er Jahre weichen ab etwa 1990 einer expressiveren Farbpalette und aggressiveren Kompositionen.
Anne Low steht technisch gesehen in der Tradition von Helen Frankenthaler. Sie gießt Acrylfarbe unterschiedlicher Verdünnung bzw. Viskosität auf die am Boden liegende Leinwand. Kompositorische Akzente werden durch die Lenkung des Farbflusses und mit sparsamen Drippings gesetzt. Im Gegensatz zur illusionistischen Raumwirkung vieler Bilder Frankenthalers beschränkt sich die Räumlichkeit in Lows Arbeiten ausschließlich auf die Plastizität der aufgetragenen Acrylfarbmenge.
Marjorie Minkin verwendet für ihre Farbreliefs transparente Lexan-Kunststoffplatten und Folien, die reliefartig geformt und dann auf unterschiedliche Arten mit Farbe übergossen oder bemalt werden. Lichtreflexionen und Brechungen prägen die Wirkung der torsoartigen Kompositionen.
Irene Neal gießt Acrylfarbe und Acrylgel in vielen Schichten über unregelmäßig geformte Holzplatten. Dadurch bilden sich lavaähnliche Ströme, Wirbel und marmorartige Farbstrukturen.
Graham Peacocks künstlerischer Durchbruch fand in den 1980er Jahren statt, als er mit übereinander gegossenen Schichten von Acrylgel auf Leinwand experimentierte. Im Verlauf des Trocknungsprozesses bewirken die entstehenden Spannungen vielfältige Rissbildungen, wodurch die darunter liegende Farbe zum Vorschein kommt. Wie Olitski und Poons legt auch er erst am Ende aller Prozesse das endgültige Bildformat fest – gewissermaßen als „Farbobjekt im Zustand der Entropie“. Die Formate der 1980er Jahre erinnern noch deutlich an die Shaped-Canvas-Arbeiten von Kenneth Noland. Anfang der 1990er Jahre werden die Bildformen jedoch wesentlich komplexer und folgen der vom Bildzentrum nach außen entwickelten Komposition. Allzu aggressive Formen werden später nochmals einem Bearbeitungsprozess unterworfen. Ab etwa Mitte der 1990er Jahre wird die Farbpalette expressiver und der Künstler arbeitet zusätzlich mit Collageelementen wie Glasperlen und kleinen Leinwandfragmenten sowie der Beimengung von reflektierenden Partikeln.
Bruce Piermarini bevorzugt große Leinwände, auf denen er mit Schaumstoff zunächst Reliefs formt, die anschließend mit Farbe übergossen und mit verschiedenen Malwerkzeugen in marmorierte Kompositionen umgewandelt werden.
Jerald Websters Kompositionen entstehen auf monochromen Leinwänden. Pastose Farbbalken und Flecken aus leuchtenden Farben werden kontrapunktisch zu geometrischen Flächen gesetzt.

## Wichtige Ausstellungen der Gruppe
- 2002 Nationalgalerie Prag
- 2002 Galerie des Arts Contemporain, Montreal, Canada
- 2001 Galerie Anne Lettree, Paris
- 2001 Hôtel de Ville (Rathaus), Brüssel
- 1999 Museum of Contemporary Art, Denver, CO
- 1999 Gilbert Studios Gallery, New York City
- 1999 Flint Institute for the Arts, Flint, Michigan
- 1998 The Center for the Arts, Vero Beach, Florida, „New Acrylic Painters“
- 1995 Salander O’Reilly Galleries, New York City
- 1993 Städtische Galerie Göppingen (D)
- 1993 Musée des Beaux Arts, Waterloo, Belgien
- 1993 Musée d’Art Modern et d’Art Contemporain, Nizza
- 1993 Gallery One, Toronto
- 1993 Galerie Tilly Haderek, Stuttgart
- 1992 Galerie Gerald Piltzer, Paris, „Inaugural New New Painting Exhibition“
- 1990 The Atwood Gallery, Worcester, MA, „New New Painting, mit John Gittins und Bruce Piermarini“